# Claveria (Masbate)
Claveria è una municipalità di quarta classe delle Filippine, situata nella Provincia di Masbate, nella Regione di Bicol.
La municipalità è una delle 2 che compongono l'isola di Burias.
Claveria è formata da 22 baranggay:
- Albasan
- Boca Engaño
- Buyo
- Calpi
- Canomay
- Cawayan
- Imelda
- Mababang Baybay
- Mabiton
- Manapao
- Nabasagan

- Nonoc
- Osmeña
- Pasig
- Peñafrancia
- Poblacion District I (Barangay 1)
- Poblacion District II (Barangay 2)
- Quezon
- San Isidro
- San Ramon
- San Vicente
- Taguilid